# Bagamanoc
Bagamanoc (Bayan ng Buenavista) är en kommun i Filippinerna. Kommunen ligger på ön Luzon, och tillhör provinsen Catanduanes. Folkmängden uppgår till 11 551 invånare år 2015.

## Barangayer
Bagamanoc är indelat i 36 barangayer.
| - Antipolo - Bacak - Bagatabao - Bugao - Cahan - Hinipaan - Magsaysay - Poblacion - Quigaray | - Quezon (Pancayanan) - Sagrada - Salvacion (Panuto) - San Isidro - San Rafael (Mahantod) - San Vicente - Santa Mesa - Santa Teresa - Suchan |